# Partido de la Unión por la Gente
El Partido de la Unión por la Gente, fundado originalmente bajo el nombre de Partido Social de Unidad Nacional o Partido de la U como es usualmente llamado, es un partido político colombiano, fundado como movimiento en el año 2005, para apoyar la reelección del entonces presidente de Colombia Álvaro Uribe. Para la legislatura 2010-2014 fue el partido político con mayor participación en el Congreso de la República. Transitoriamente, el partido se separó de Uribe para apoyar la implementación del acuerdo de paz entre el gobierno colombiano y las FARC-EP. Sin embargo, en el 2018 el partido decidió hacer parte de la coalición del gobierno de Iván Duque, de la mano de la dirección única de Dilian Francisca Toro.

## Plataforma ideológica
La Declaración Programática  (Declaración Programática)  es la plataforma ideológica oficial del partido.
- El Partido de la Unión de la Gente apoya el desarrollo del estado de bienestar y reconoce a la familia como la base de la sociedad.[11]
- El partido apoya la implementación de una economía de mercado.[12]
- Promueve la globalización, haciendo hincapié en la educación, la ciencia[13] y la tecnología como pilares clave que pueden ayudar a Colombia a tener éxito en un mercado global.[14]
- El Partido apoya la descentralización y una mayor autonomía de las regiones. Actualmente, la Región del Caribe es la primera en comenzar el proceso para obtener más autonomía.[15]

Desde 2012, el partido ha sido miembro observador de la Internacional Liberal.

## Historia
En sus orígenes era considerado el único partido del expresidente Álvaro Uribe, aunque este fue elegido por el movimiento Primero Colombia. El Partido de la U fue uno de los principales promotores de la reelección de Uribe en las Elecciones presidenciales de 2006 y el principal impulsor de la iniciativa que buscaba su segunda reelección para el año Elecciones presidenciales de 2010.
Junto con el Partido Conservador Colombiano, Cambio Radical y los desaparecidos Colombia Democrática, Convergencia Ciudadana y Alas Equipo Colombia, integró la coalición que apoyó el segundo gobierno de Álvaro Uribe. Entre 2010 y 2018 integró la Unidad Nacional, coalición del gobierno de Juan Manuel Santos, junto con Cambio Radical y el Partido Liberal. Durante los periodos legislativos de 2014 y 2018 fue el partido mayoritario en el Congreso de la República.
La colectividad también fue determinante en la consolidación del Acuerdo de paz entre el gobierno colombiano y las FARC-EP en 2016. Desde esa fecha, la colectividad ha enarbolado las banderas de la paz y la reconciliación a través de proyectos e iniciativas que buscan la plena implementación de lo acordado con la extinta guerrilla en La Habana, Cuba.
En 2020, la exgobernadora del Valle del Cauca, Dilian Francisca Toro, fue electa como presidenta del Partido de la U, en la IX Asamblea Nacional de la colectividad. El principal objetivo que se trazó la líder política vallecaucana al frente del Partido de la Unidad fue buscar de nuevo la unión uribista haciendo parte de la coalición en el gobierno de Iván Duque.
Dilian Francisca anunció su candidatura a la Presidencia de Colombia en 2022 en la Coalición Equipo por Colombia, sin embargo, declinó poco tiempo después su candidatura para tener como candidato único a Enrique Peñalosa, y afirmó que en caso de que este logré la candidatura, sería su fórmula vicepresidencial.

## Disidencia

### Buscando la unión uribista
Después del encarcelamiento de Carlos García Orjuela, el partido quedó a la deriva y la dirigencia fue asumida por un grupo de congresistas, entre los que se encontraban Carlos Ferro y Lucero Cortés. En marzo de 2009 el alto comisionado para la paz Luis Carlos Restrepo renunció a su cargo. Posteriormente sería designado como jefe único del partido. manifestando que buscaría que los proclamados como partidos “uribistas” se fusionaran en un único partido para fortalecer la coalición y la continuidad de las políticas de Álvaro Uribe. Juan Manuel Santos, quien figuraba en ese entonces como exministro de defensa y había sonado para ocupar el cargo en sustitución de Restrepo, manifestó estar de acuerdo con la permanencia de este y su completo desinterés por ocupar el puesto. Santos, que contaba con el aval del partido, era considerado dentro del mismo como el más opcionado a buscar la candidatura presidencial en las elecciones de 2010. Esto último generó controversia y ocasionó la dimisión de Marta Lucía Ramírez, quien manifestó no tener garantías para enfrentar una candidatura de Santos, denunciando que este manejaba maquinarias políticas con las que ella no podría enfrentarse.

### Referendo reeleccionista
El partido organizó una recolección de firmas para lograr presentar un referendo que de aprobarse permitiría que Álvaro Uribe fuera candidato a la presidencia por tercera vez. La organización y ejecución de dicho proyecto estuvo a cargo de Luis Guillermo Giraldo, secretario del partido. Una vez recogidas las firmas estas fueron presentadas ante la registraduría que las avaló, pero más tarde se desató un escándalo por la poca claridad de la contabilidad y financiación que se llevó en dicho proceso. Esto finalmente ocasionó que Giraldo renunciara a la secretaría del partido y los promotores terminaron siendo investigados por fraude procesal por parte de la Fiscalía. Adicional a esto, el referendo tuvo problemas en su trámite en el congreso, puesto que la pregunta fue mal redactada ya que esta sugería que la reelección sería para el año 2014 y no para el 2010 como se buscaba.

## Controversias

#### Figuras polémicas
El partido Social de Unidad Nacional a lo largo de su historia ha contado con algunas figuras controvertidas que se han visto envueltas en escandolos y acusaciones, como Carlos García Orjuela, expresidente del partido, encarcelado por parapolitica, aunque luego sería absuelto por la Corte Suprema de Justicia. Otra de sus figuras envuelta en un escandolo similar es la exsenadora Zulema Jattin Corrales, heredera del legado político de su padre Francisco José Jattin Safar, salpicado en el proceso 8000, quien la introdujo en la política inicialmente en el cargo de asesora del ministro de hacienda, como cuota suya en el gabinete del presidente Ernesto Samper por la contribución de los Jattin a los liberales en Córdoba. Zulema enfrentó cargos por parapolitica cuando durante su campaña al Senado, su nombre se encontró en una lista de políticos que habrían recibido financiamiento de parte de paramilitares. Dicha lista fue hallada en el computador de Édgar Ignacio Fierro, conocido con el alias de "Don Antonio", excapitán del ejército y mano derecha de Rodrigo Tovar Pupo, alias "Jorge 40". De igual forma José David Name, hijo del cacique José Name, ha sido mencionado en declaraciones de paramilitares por haber recibido supuesta financiación en su capaña, además de otros escándalos por supuesta compra de votos.De igual manera la exsenadora Piedad Zuccardi de García ha sido investigada por la Corte Suprema desde 2012, por acusaciones de supuestos vínculos con el Bloque Héroes de Montes de María, el Bloque Norte y el Bloque Central Bolívar de las Autodefensas Unidas de Colombia (AUC).

## Dirigentes notables
1. Una de las principales figuras del partido es Dilian Francisca Toro, quien fue directora de la colectividad, fue electa como presidenta, en la IX Asamblea Nacional de la colectividad y finalizó en 2023 cuando fue electa como gobernadora del Valle del Cauca. Entre sus principales antecedentes se encuentra que en julio de 2008 la Corte Suprema de Justicia abrió investigación preliminar contra la entonces senadora Toro dentro del escándalo de la parapolítica[37] por testimonios que presuntamente la vinculaban con estos grupos.[38] Durante la investigación el exjefe paramilitar Ever Veloza conocido con el alias de "H.H." en entrevista exclusiva con el Espectador al preguntarle ¿Y de la senadora Dilian Francisca Toro? contestó "No la conozco y sólo la he visto por televisión. En ningún momento se reunió conmigo." La investigación aun se encuentra en desarrollo. Posteriormente, El 4 de julio de 2012 la Corte Suprema de Justicia abrió investigación contra Toro por presunto lavado de activos provenientes del narcotráfico para el capo del Cartel de Cali, Víctor Patiño Fómeque,[39] a quien la entonces senadora del Partido de la U habría comprado en forma irregular varios predios ubicados en el Valle del Cauca.
2. Otra de las figuras notables dentro del partido es el detenido exsenador de la república Eduardo Pulgar[40] . Pulgar fue capturado por la corte suprema de justicia, después de ofrecer un soborno a un juez para que decidiera a favor de unos patrocinadores suyos. Además, ha sido el principal promotor del uribismo dentro del partido.[41]

## Directores
| Nombre (Nacimiento) | Nombre (Nacimiento)                         | Imagen | Período en el cargo      | Período en el cargo      |
| Nombre (Nacimiento) | Nombre (Nacimiento)                         | Imagen | Inicio                   | Final                    |
| ------------------- | ------------------------------------------- | ------ | ------------------------ | ------------------------ |
|                     | Juan Manuel Santos Calderón (1951-)         |        | 30 de septiembre de 2005 | 26 de noviembre de 2006  |
|                     | Carlos Armando García Orjuela (1949-)       |        | 26 de noviembre de 2006  | 28 de marzo de 2009      |
|                     | Luis Carlos Restrepo Ramírez (1954-)        |        | 28 de marzo de 2009      | 10 de diciembre de 2009  |
|                     | Ricardo Arias Mora (1958-)                  |        | 10 de diciembre de 2009  | 14 de marzo de 2010      |
|                     | Juan Manuel Santos Calderón (1951-)         |        | 14 de marzo de 2010      | 28 de julio de 2010      |
|                     | Juan Francisco Lozano Ramírez (1964-)       |        | 28 de julio de 2010      | 17 de septiembre de 2012 |
|                     | Plinio Edilberto Olano Becerra (1957-)      |        | 17 de septiembre de 2012 | 20 de noviembre de 2012  |
|                     | Roy Leonardo Barreras Montealegre (1963-)   |        | 20 de noviembre de 2012  | 12 de diciembre de 2012  |
|                     | Jorge Aurelio Iragorri Hormaza (1937-2020)  |        | 12 de diciembre de 2012  | 15 de noviembre de 2013  |
|                     | Sergio Díaz-Granados Guida (1968-)          |        | 15 de noviembre de 2013  | 20 de noviembre de 2014  |
|                     | Roy Leonardo Barreras Montealegre (1963-)   |        | 20 de noviembre de 2014  | 8 de junio de 2016       |
|                     | Armando Alberto Benedetti Villaneda (1967-) |        | 8 de junio de 2016       | 20 de octubre de 2017    |
|                     | Aurelio Iragorri Valencia (1966-)           |        | 20 de octubre de 2017    | 7 de noviembre de 2020   |
|                     | Dilian Francisca Toro Torres (1959-)        |        | 7 de noviembre de 2020   | 5 de agosto de 2023      |
|                     | Juan Felipe Lemos Uribe (1977-)             |        | 5 de agosto de 2023      | 23 de marzo de 2024      |
|                     | Clara Luz Roldán González (1961-)           |        | 23 de marzo de 2024      | En el cargo              |
|                     | Alexander Vega Rocha (1979-)                |        | 23 de marzo de 2024      | En el cargo              |

## Resultados

### Elecciones presidenciales
|  | 62,51 % |

|  | 46,67 % |

|  | 69,56 % |

|  | 25,72 % |

|  | 50,99 % |

|  | 07,30 % |

|  | 23,94 % |

### Elecciones legislativas
|  | 19,61 % |

|  | 16,87 % |

|  | 26,37 % |

|  | 19,61 % |

|  | 15,58 % |

|  | 21,10 % |

|  | 12,13 % |

|  | 12,13 % |

|  | 08,45 % |

|  | 08,73 % |

### Elecciones regionales
| Año  | Gobernadores | Alcaldías | Diputados | Concejales  |
| ---- | ------------ | --------- | --------- | ----------- |
| 2007 | 7/32         | 119/1102  | 59/418    | 1359/12 166 |
| 2011 | 4/32         | 260/1102  | 74/418    | 2054/12 166 |
| 2015 | 7/32         | 182/1102  | 89/418    | 2154/12 166 |
| 2019 | 4/32         | 157/1102  | 66/418    | 1972/12 166 |
| 2023 | 7/32         | 148/1102  | 48/418    | 1246/12 166 |